# Jan Suchan
Jan Suchan (sinh 18 tháng 1 năm 1996) là một tiền vệ bóng đá Cộng hòa Séc hiện tại thi đấu cho FK Senica mượn từ FC Viktoria Plzeň.
Anh ra mắt cho 1. FK Příbram ngày 24 tháng 10 năm 2014 trong chiến thắng 3-1 tại Czech First League trên sân nhà trước Baník Ostrava.